# Maierhof (Ködnitz)
Maierhof ist ein Gemeindeteil der Gemeinde Ködnitz im Landkreis Kulmbach (Oberfranken, Bayern). Maierhof liegt in der Gemarkung Ködnitz.

## Geographie
Die Einöde liegt auf dem Rangen, einem Höhenzug des Obermainischen Hügellandes, am Kohlenbach, einem linken Zufluss des Weißen Mains. Die Kreisstraße KU 10 führt nach Heinersreuth (0,7 km südwestlich) bzw. nach Höllgraben (1,3 km nordwestlich). Anliegerwege führen nach Leithen (1,2 km südlich) und nach Tennach (0,6 km südwestlich).

## Geschichte
Der Ort wurde 1398 als „Hofleins“ erstmals urkundlich erwähnt. 1740 wurde der Ort erstmals „Meyenhof“ genannt. Die ursprüngliche Form bedeutet kleiner Hof. Später wurde der Ort nach dem Familiennamen Mai benannt, dem Namen des Besitzers. 1871 erscheint erstmals die heutige Form, wohl eine auf einem Missverständnis beruhende Umbildung.
Gegen Ende des 18. Jahrhunderts bestand Maierhof aus einem Anwesen. Das Hochgericht übte das bayreuthische Stadtvogteiamt Kulmbach aus. Das Kastenamt Kulmbach war Grundherr des Hofes.
Von 1797 bis 1810 unterstand der Ort dem Justiz- und Kammeramt Kulmbach. Mit dem Gemeindeedikt wurde Maierhof dem 1811 gebildeten Steuerdistrikt Tennach und der 1812 gebildeten gleichnamigen Ruralgemeinde zugewiesen. 1818 wurde der Gemeindesitz nach Ködnitz verlegt und die Gemeinde dementsprechend umbenannt.

### Einwohnerentwicklung
| Jahr      | 001818 | 001861 | 001871 | 001885 | 001900 | 001925 | 001950 | 001961 | 001970 | 001987 |
| Einwohner | 12     | 9      | 10     | 12     | 10     | 9      | 20     | 12     | 9      | 9      |
| Häuser    | 2      |        |        | 1      | 1      | 2      | 1      | 1      |        | 2      |
| Quelle    | [ 8 ]  | [ 11 ] | [ 6 ]  | [ 12 ] | [ 13 ] | [ 14 ] | [ 15 ] | [ 16 ] | [ 17 ] | [ 1 ]  |

## Religion
Maierhof ist seit der Reformation evangelisch-lutherisch geprägt und nach St. Petrus (Kulmbach) gepfarrt.